# なすお☆
なすお☆（6月7日 - ）は、日本の女性歌手、YouTubeシンガー。身長150cm。A型。
兵庫県姫路市出身。

## 概要
- 学生時代に「『ライブに行くこと』が一番好き」であることから音楽活動を志す。バンド活動を経験した後、ArtPoolRecordsに所属[5]。
- 2014年には事務所の勧めでYouTubeへのカバー動画の投稿を開始するも、当初はYouTubeをどう使えばいいかがわからずに伸び悩む時期が続いた。その後2015年に投稿した替え歌のカバー動画をきっかけに注目を集める[5]。2021年には『僕のヒーローアカデミア』の主題歌をイメージした楽曲の動画を公開する[6]などアニメ主題歌への憧れも強く、後にテレビアニメ『可愛いだけじゃない式守さん』のOPテーマに抜擢された際には「それも1つのきっかけになったのかな」と語っている[7]。
- 2016年には配信アプリ『SHOWROOM』にてキャラクターや歌声が話題となり、2016年度ミュージック部門BestSHOWROOMERにノミネート。同年10月にはSHOWROOM内イベント『THE ROAD TO HALLOWEEN PARTY 2016』にて入賞し、VAMPS主宰イベント『HALLOWEENPARTY 2016』への出演権を獲得した[5][8]。
- 2023年4月4日から12月26日までの間、文化放送A&GにてA&G ARTIST ZONE THE CATCHの火曜日のパーソナリティを担当。『なすお☆のTHE CATCH』として全39回放送された。通常のTHE CATCHは毎週18時から生放送であるが、なすお☆の活動拠点が関西であることから、隔週で生放送と収録を行い放送していた。
- 2023年8月25日、『Animelo Summer Live 2023 -AXEL-』にて同イベント初出演を果たした[9]。

- 2024年10月14日、新宿ReNYでワンマンライブを開催

- 2025年4月13日、なんばHatchでワンマンライブを開催

- 2025年7月9日、Zepp Shinjukuで『Anison Fes SSS』に出演予定[10]

- 2025年11月24日、大手町三井ホールでワンマンライブを開催予定

## 人物
- なすお☆の名前の由来はなすびを克服したいため[11]。ファンマークとしてナスの絵文字が使用されている[12]など、モチーフに使われることが多い。
- 一人っ子である[13]。母親は美容師[14]。
- 幼少期に水泳とそろばんを習っており、水泳は10年通っていた。
- 学生時代の部活はテニス部だった。
- 好きな食べ物は明太子。「I♡明太子」をテーマにしたグッズも制作されている[15]。
- 同じ事務所に所属するASOBI同盟のりみーと交流があり、共同でオリジナル楽曲『絶対前世姉妹！ 絶対前世兄弟！』をリリースしている[16]。

## ディスコグラフィ

### シングル
|      | 発売日        | タイトル                 | 備考                             |
| ---- | ------------- | ------------------------ | -------------------------------- |
| 1st  | 2014年8月6日  | キャンバス               |                                  |
| 2nd  | 2016年2月20日 | サマーマーメイド         |                                  |
| 3rd  | 2016年7月26日 | うそつきピエロ           |                                  |
| 4th  | 2018年7月16日 | オルゴールワールド       | 原作：絵本『オルゴールワールド』 |
| 5th  | 2019年3月8日  | 空フル / star line       |                                  |
| 6th  | 2022年5月25日 | ハニージェットコースター |                                  |
| 7th  | 2023年8月23日 | 星屑レクイエム           |                                  |
| 8th  | 2023年8月23日 | バグちゃん               |                                  |
| 9th  | 2023年8月26日 | シンデレラ/死ンデルラ    |                                  |
| 10th | 2024年4月7日  | シネマティックパレード   |                                  |
| 11th | 2024年9月7日  | やばい彼氏               |                                  |
| 12th | 2024年10月5日 | メリーゴーランドタイム   |                                  |

### カバーアルバム
|     | 発売日        | タイトル  | 備考 |
| --- | ------------- | --------- | ---- |
| 1st | 2018年9月16日 | なきむし  |      |
| 2nd | 2021年5月23日 | なきむし2 |      |

### ミニアルバム
|     | 発売日       | タイトル               | 備考 |
| --- | ------------ | ---------------------- | ---- |
| 1st | 2019年5月8日 | からふるせんちめんたる |      |
| 2nd | 2019年8月2日 | うたたね               |      |

### アルバム
|     | 発売日        | タイトル       | 備考 |
| --- | ------------- | -------------- | ---- |
| 1st | 2024年9月25日 | なすプラネット |      |

### 配信シングル
|     | 発売日        | タイトル                      | 備考                          |
| --- | ------------- | ----------------------------- | ----------------------------- |
| 1st | 2021年8月15日 | ぬいぐるみの歌                |                               |
| 2nd | 2022年4月24日 | 絶対前世姉妹！ 絶対前世兄弟！ | りみー（ASOBI同盟）との共作。 |
| 3rd | 2023年8月26日 | シンデレラ／死ンデルラ        |                               |
| 4th | 2024年4月7日  | シネマティックパレード        |                               |

### 参加楽曲
- onoken『Smile-mileS (feat. なすお☆)』（2022年、音楽ゲーム『Muse Dash』収録楽曲）

### タイアップ
| 楽曲                     | タイアップ                                                                               | 時期   |
| ------------------------ | ---------------------------------------------------------------------------------------- | ------ |
| ハニージェットコースター | テレビアニメ『可愛いだけじゃない式守さん』オープニングテーマ                             | 2022年 |
| 星屑レクイエム           | テレビアニメ『死神坊ちゃんと黒メイド』第2期エンディングテーマ                            | 2023年 |
| バグちゃん               | テレビアニメ『聖者無双〜サラリーマン、異世界で生き残るために歩む道〜』オープニングテーマ | 2023年 |
| シネマティックパレード   | テレビアニメ『死神坊ちゃんと黒メイド』第3期オープニングテーマ                            | 2024年 |
| メリーゴーランドタイム   | テレビアニメ『合コンに行ったら女がいなかった話』オープニングテーマ                       | 2024年 |